# Thyreodon bicolor
Thyreodon bicolor är en stekelart som beskrevs av Morley 1912. Thyreodon bicolor ingår i släktet Thyreodon och familjen brokparasitsteklar. Inga underarter finns listade i Catalogue of Life.